# دقام قرمزي
دَقَّام قِرْمِزي هو طائر عابر متوسط الحجم من جنس الدقام في الفصيلة الدقناشية. الدقام القرمزي طائر متكاثر مقيم بشكل شائع في إفريقيا الاستوائية من السنغال وجمهورية الكونغو الديمقراطية شرقًا إلى إثيوبيا. إنه طائر متهور ويتردد على شجيرات كثيفة في الغابات وغيرها من الموائل المشجرة. العش هيكل كوبي في شجيرة أو شجرة توضع فيها بيضتان.